# Sake (singolo)
Sake è un singolo del rapper argentino Duki, pubblicato il 27 dicembre 2019.

## Tracce
1. Sake – 3:08